# Saxifraga karadzicensis
Saxifraga karadzicensis är en stenbräckeväxtart som först beskrevs av Árpád von Degen och Kosanin, och fick sitt nu gällande namn av J. Bürgel. Saxifraga karadzicensis ingår i Bräckesläktet som ingår i familjen stenbräckeväxter. Inga underarter finns listade i Catalogue of Life.